# La Mojonera (Almería)
La Mojonera es una localidad y municipio español situado en la parte suroriental de la comarca del Poniente Almeriense, en la provincia de Almería, comunidad autónoma de Andalucía. Limita con los municipios de Vícar, Roquetas de Mar y El Ejido. Cuenta con una población de 8677 habitantes (INE 2024). Se encuentra situado a 28 kilómetros de la capital de provincia, Almería.
El municipio mojonero comprende los núcleos de población de La Mojonera —capital municipal—, Venta del Viso, Urbanización Felix, San Nicolás Bajo, Venta del Cosario, San Nicolás Alto y Las Cantinas.

## Toponimia
Mojonera viene de los mojones para señalar los linderos entre los términos de Dalías, antes de la segregación de El Ejido, y Felix, antes de la segregación de Vícar.

## Geografía

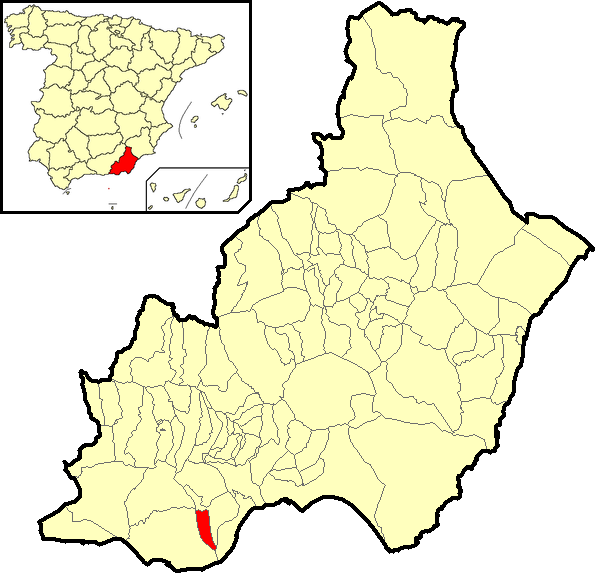
Extensión del municipio en la provincia de Almería

Integrado en la comarca de Poniente Almeriense, se sitúa a 28 kilómetros de la capital provincial. El término municipal está atravesado por la A-7 (autovía del Mediterráneo) entre los pK 419 y 420. El relieve es muy llano, pues el territorio se extiende desde la base de la sierra de Gádor hasta las cercanías del mar en la Reserva Natural Punta Entinas-Sabinar. La altitud oscila entre los 270 metros al norte y los 28 metros al sur. El pueblo se alza a 40 metros sobre el nivel del mar.
| Noroeste: El Ejido | Norte: Vícar  | Nordeste: Vícar          |
| Oeste: El Ejido    |               | Este: Vícar              |
| Suroeste: El Ejido | Sur: El Ejido | Sureste: Roquetas de Mar |

### Hidrografía
Por el municipio discurre un único cauce, la rambla de Carcauz. Nace en la sierra de Gádor y, tras recorrer los municipios de Felix y Vícar, desemboca cerca del propio pueblo de La Mojonera.

### Riesgos naturales
El municipio de La Mojonera cuenta con un plan territorial de emergencia local que cumple con la Ley 5/2010 sobre autonomía local.

## Historia
En relación con su ubicación como linde señalizada por mojones, hay estudios que datan estos linderos de la época de la división de las Alpujarras en Tahas en este caso para delimitar la de Dalías de la de Almexixar
Se han localizado algunos hallazgos en el entorno de la avenida Infanta Elena con Teide que atestiguan la presencia de población rural ligada a Murgi.
En 1958 se funda bajo la denominación de Camponuevo del Caudillo como pueblo de colonización por el Instituto Nacional de Colonización para el desarrollo en la zona de la agricultura intensiva. En 1964, se proyectó la primera fase de ampliación con seis viviendas, y se produjeron dos fases más con viviendas y una escuela. El pueblo se terminó de construir en 1969, ocupando cinco hectáreas de extensión y formado por 54 viviendas. Siguiendo el mismo tipo de planificación urbanística de todos los proyectos de colonización se levantaron numerosas casas blancas de parcela, la iglesia de la Virgen de la Fuensanta, la escuela, las casas de maestros y el edificio administrativo, que se convertiría en el actual ayuntamiento. La iglesia destaca por su alta blanca torre y un retablo de la Virgen de la Fuensanta obra de Luis Cañadas perteneciente al movimiento indaliano.

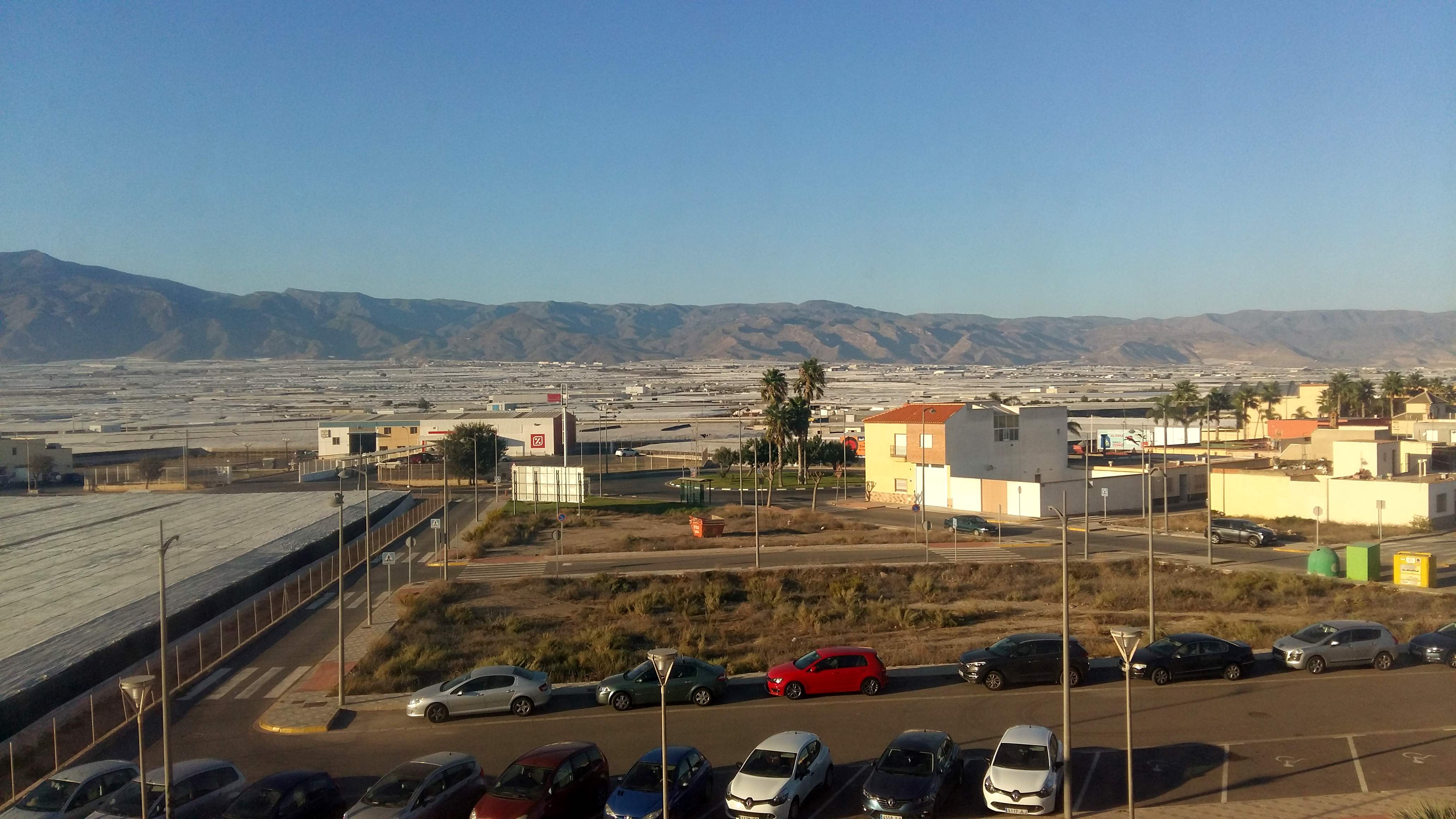
Cultivos bajo invernadero de la agricultura intensiva de la provincia de Almería

El 10 de abril de 1984 se segregó de Felix constituyéndose como municipio. Desde los años 70 del siglo XX, con el progreso de las técnicas de invernadero, La Mojonera se convierte en una próspera población del Poniente Almeriense. Se trata de una población donde la agricultura intensiva es la principal fuente de trabajo y de riqueza. El mayor número de explotaciones de invernaderos son de pequeños propietarios. En 2017 y con 1.387 ha, era el quinto municipio de Almería en extensión de invernaderos. En 2018 era el municipio más joven de la provincia de Almería con una edad media de 35,6 años y el 25 por ciento de la población es menor de 20 años.

## Demografía
La Mojonera cuenta con una población de 8677 habitantes (INE 2024).
| Gráfica de evolución demográfica de La Mojonera entre 1991 y 2021 |
| |
| Población de derecho según los censos de población del INE Población de hecho según los censos de población del INEEntre el censo de 1991 y el anterior, aparece este municipio porque se segrega del municipio Felix |

| Nacionalidad | Hombres | Mujeres | Total | %      | Proporción |
| ------------ | ------- | ------- | ----- | ------ | ---------- |
| Española     | 2618    | 2629    | 5247  | 59.4 % |            |
| Extranjera   | 2279    | 1298    | 3577  | 40.5 % |            |

| País        | Hombres | Mujeres | Total | %      | Proporción |
| ----------- | ------- | ------- | ----- | ------ | ---------- |
| Marruecos   | 1353    | 1021    | 2374  | 66.4 % |            |
| Senegal     | 320     | 52      | 372   | 10.4 % |            |
| Rumania     | 27      | 42      | 69    | 1.9 %  |            |
| Argelia     | 50      | 18      | 68    | 1.9 %  |            |
| Colombia    | 6       | 15      | 21    | 0.5 %  |            |
| Portugal    | 12      | 9       | 21    | 0.5 %  |            |
| Pakistán    | 11      | 7       | 18    | 0.5 %  |            |
| Rusia       | 3       | 9       | 12    | 0.3 %  |            |
| Brasil      | 2       | 5       | 7     | 0.1 %  |            |
| Argentina   | 1       | 3       | 4     | 0.1 %  |            |
| Perú        | 2       | 2       | 4     | 0.1 %  |            |
| Bulgaria    | 1       | 2       | 3     | 0.08 % |            |
| Francia     | 1       | 2       | 3     | 0.08 % |            |
| Nigeria     | 2       | 1       | 3     | 0.08 % |            |
| Polonia     | 2       | 1       | 3     | 0.08 % |            |
| Ucrania     | 1       | 2       | 3     | 0.08 % |            |
| Alemania    | 0       | 2       | 2     | 0.05 % |            |
| Italia      | 1       | 1       | 2     | 0.05 % |            |
| Reino Unido | 2       | 0       | 2     | 0.05 % |            |
| Venezuela   | 2       | 0       | 2     | 0.05 % |            |
| Bolivia     | 1       | 0       | 1     | 0.02 % |            |
| Ecuador     | 1       | 0       | 1     | 0.02 % |            |

La población extranjera supone un número muy elevado sobre el total, ya que con 3716 personas, implican el 40 % de la población total del municipio, siendo mayoritaria la proveniente de Marruecos, siendo un 65 % del total de la población inmigrante.
| Gráfica de evolución demográfica de La Mojonera entre 1950 y 2022 |
|                                                                   |
| Datos según el nomenclátor publicado por el INE.                  |

## Economía

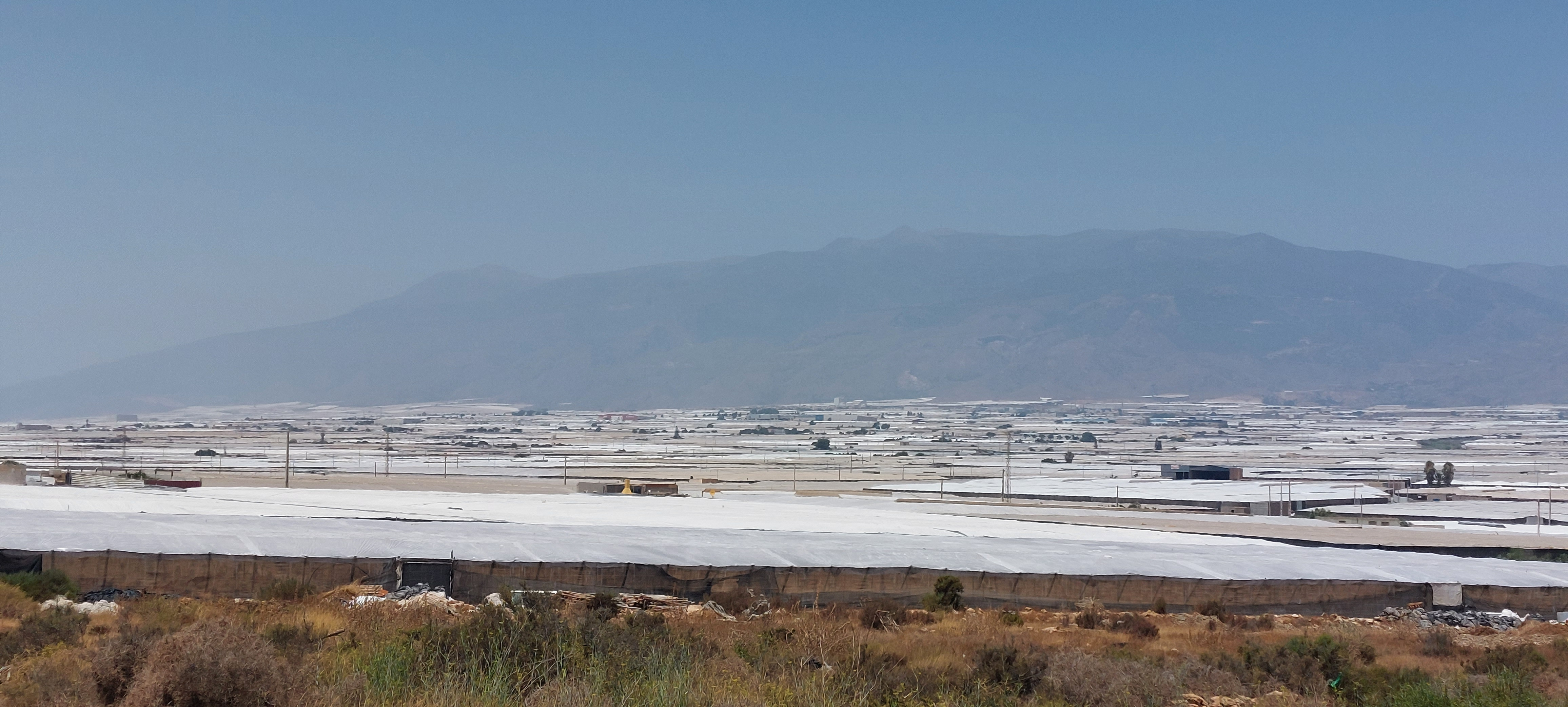
Invernaderos en el término municipal de La Mojonera

El sector primario es el principal del municipio, donde se impone la agricultura intensiva de invernadero. Concretamente, existen 1466 hectáreas de invernaderos, siendo el sexto municipio de la provincia en superficie invernada. El principal cultivo en invernadero es la calabaza y el calabacín.
Respecto al sector cuaternario, existe una industria I+D que gira en torno a la agricultura. En el municipio se encuentra una sede del Instituto Andaluz de Investigación y Formación Agraria, Pesquera, Alimentaria y de la Producción Ecológica (IFAPA), perteneciente a la Junta de Andalucía. En él se desarrolla una actividad tanto de investigación para mejorar el rendimiento de la agricultura almeriense, sea a través de mejoras en la polinización, resistencia de los cultivos, tratamientos de plagas, investigación de virus y enfermedades, así como la interacción y sinergias con otros organismos tales como hongos, o realizar avances en biotecnología; a aplicar mejoras tecnológicas al sector; o a formar a los empleados del mismo.
La deuda viva municipal por habitante en 2014 ascendía a 627,71 €. El concepto de deuda viva contempla las deudas con bancos relativas a créditos financieros, valores de renta fija y préstamos, excluyéndose, la deuda comercial.
| Gráfica de evolución de la deuda viva del Ayuntamiento entre 2008 y 2023                              |
| |
| Deuda viva del Ayuntamiento de La Mojonera, en miles de euros, según datos del Ministerio de Hacienda |

## Administración y política

### Gobierno municipal
El gobierno municipal está formado por 13 concejales.

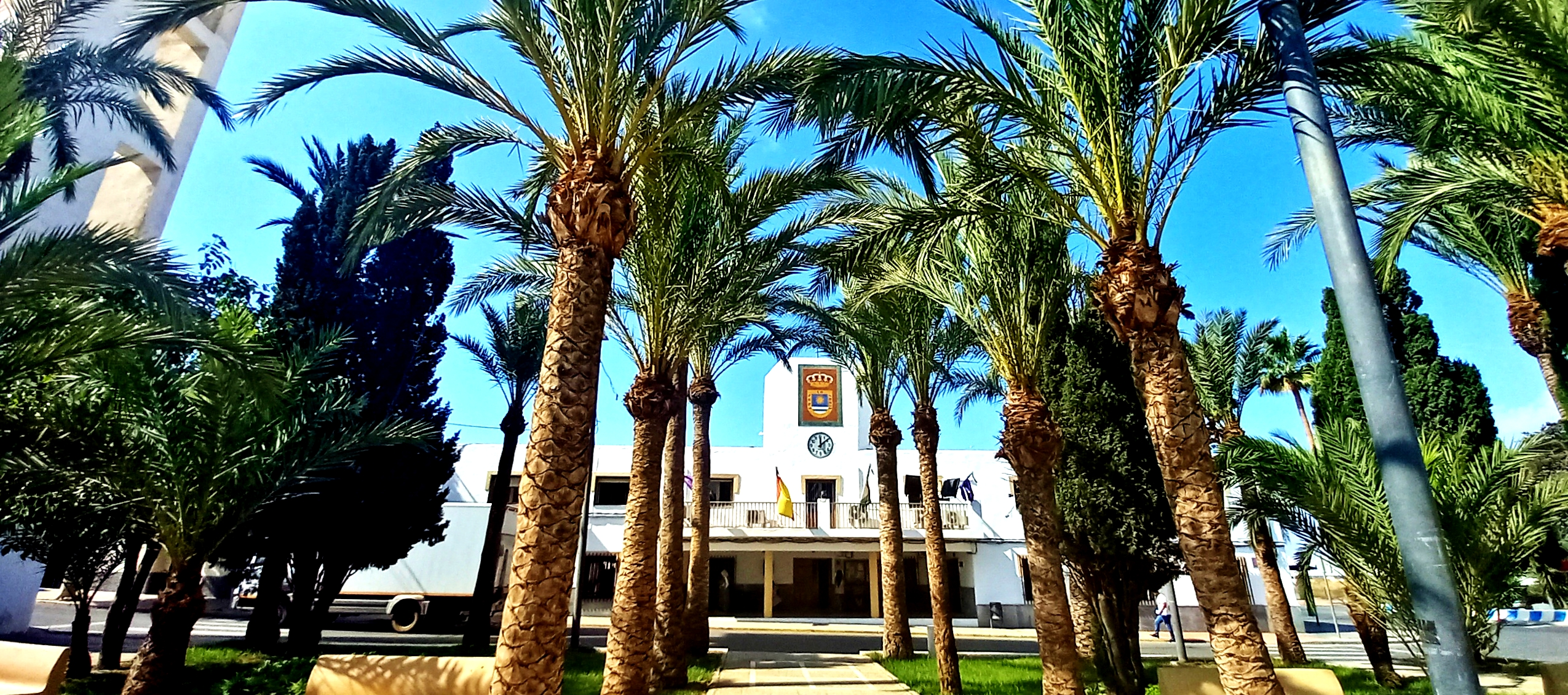
La casa consistorial, sede del Ayuntamiento de La Mojonera

| Periodo   | Nombre                       | Partido | Partido                                  |
| --------- | ---------------------------- | ------- | ---------------------------------------- |
| 1987-1991 | José Iborra Sánchez          |         | Alianza Popular (AP)                     |
| 1991-2003 | Manuel Gutiérrez Pérez       |         | Partido Socialista Obrero Español (PSOE) |
| 2003-2015 | José Cara González           |         | Partido Popular (PP)                     |
| 2015-act. | José Miguel Hernández García |         | Tod@s                                    |

| Partido político                                                                                     | 2023  | 2023       | 2019  | 2019       | 2015  | 2015       | 2011  | 2011       | 2007  | 2007       | 2003  | 2003       | 1999  | 1999       | 1995  | 1995       | 1991  | 1991       | 1987  | 1987       |
| Partido político                                                                                     | %     | Concejales | %     | Concejales | %     | Concejales | %     | Concejales | %     | Concejales | %     | Concejales | %     | Concejales | %     | Concejales | %     | Concejales | %     | Concejales |
| Partido Socialista Obrero Español (PSOE)                                                             | 1,78  | 0          | 4,05  | 0          | 13,47 | 1          | 33,45 | 4          | 22,33 | 3          | 37,55 | 5          | 50,83 | 7          | 52,53 | 6          | 34,58 | 6          | 33,23 | 4          |
| Partido Popular (PP)-Alianza Popular (AP)                                                            | 42,70 | 6          | 24,68 | 3          | 41,81 | 6          | 62,93 | 9          | 70,51 | 10         | 59,27 | 8          | 43,17 | 6          | 26,45 | 4          | 34,35 | 5          | 21,85 | 3          |
| Agrupación de electores Tod@s La Mojonera                                                            | 53,93 | 7          | 67,19 | 9          | 42,02 | 6          | —     | —          | —     | —          | —     | —          | —     | —          | —     | —          | —     | —          | —     | —          |
| Izquierda Unida-Los Verdes (IU-LV)-Convocatoria por Andalucía (CA)-Partido Comunista de España (PCE) | —     | —          | 0,25  | 0          | 1,25  | 0          | 2,14  | 0          | 1,1   | 0          | 3,18  | 0          | 6,01  | 0          | 10,43 | 1          | 9,84  | 1          | 7,83  | 1          |
| Plataforma de los Indepentientes de España                                                           | —     | —          | —     | —          | —     | —          | —     | —          | —     | —          | —     | —          | —     | —          | 16,54 | 2          | —     | —          | —     | —          |
| Partido de Integración por Almería y sus Pueblos                                                     | —     | —          | —     | —          | —     | —          | —     | —          | —     | —          | —     | —          | —     | —          | —     | —          | 7,85  | 1          | —     | —          |
| Centro Democrático y Social (CDS)                                                                    | —     | —          | —     | —          | —     | —          | —     | —          | —     | —          | —     | —          | —     | —          | —     | —          | —     | —          | 14,84 | 2          |
| Agrupación Independiente Democrática Almeriense                                                      | —     | —          | —     | —          | —     | —          | —     | —          | —     | —          | —     | —          | —     | —          | —     | —          | —     | —          | 14,53 | 2          |
| Agrupación Independiente de La Mojonera                                                              | —     | —          | —     | —          | —     | —          | —     | —          | —     | —          | —     | —          | —     | —          | —     | —          | —     | —          | 7,72  | 1          |

### Organización territorial
El municipio se divide en los siguientes núcleos de población, según el nomenclátor de población publicado por el INE (Instituto Nacional de Estadística). Los datos de población para el año 2014 son:
| Entidad de Población | Pob. (2021) |
| -------------------- | ----------- |
| Las Cantinas         | 54          |
| La Mojonera          | 6802        |
| Venta del Viso       | 1985        |
| San Nicolás Alto     | 67          |
| San Nicolás Bajo     | 178         |

A efectos del Instituto Nacional de Estadística de España, las cifras de población de las unidades poblacionales de Urbanización Felix, San Nicolás Alto, San Nicolás Bajo y Venta del Cosario se incluyen dentro de la entidad singular Venta del Viso.

## Servicios

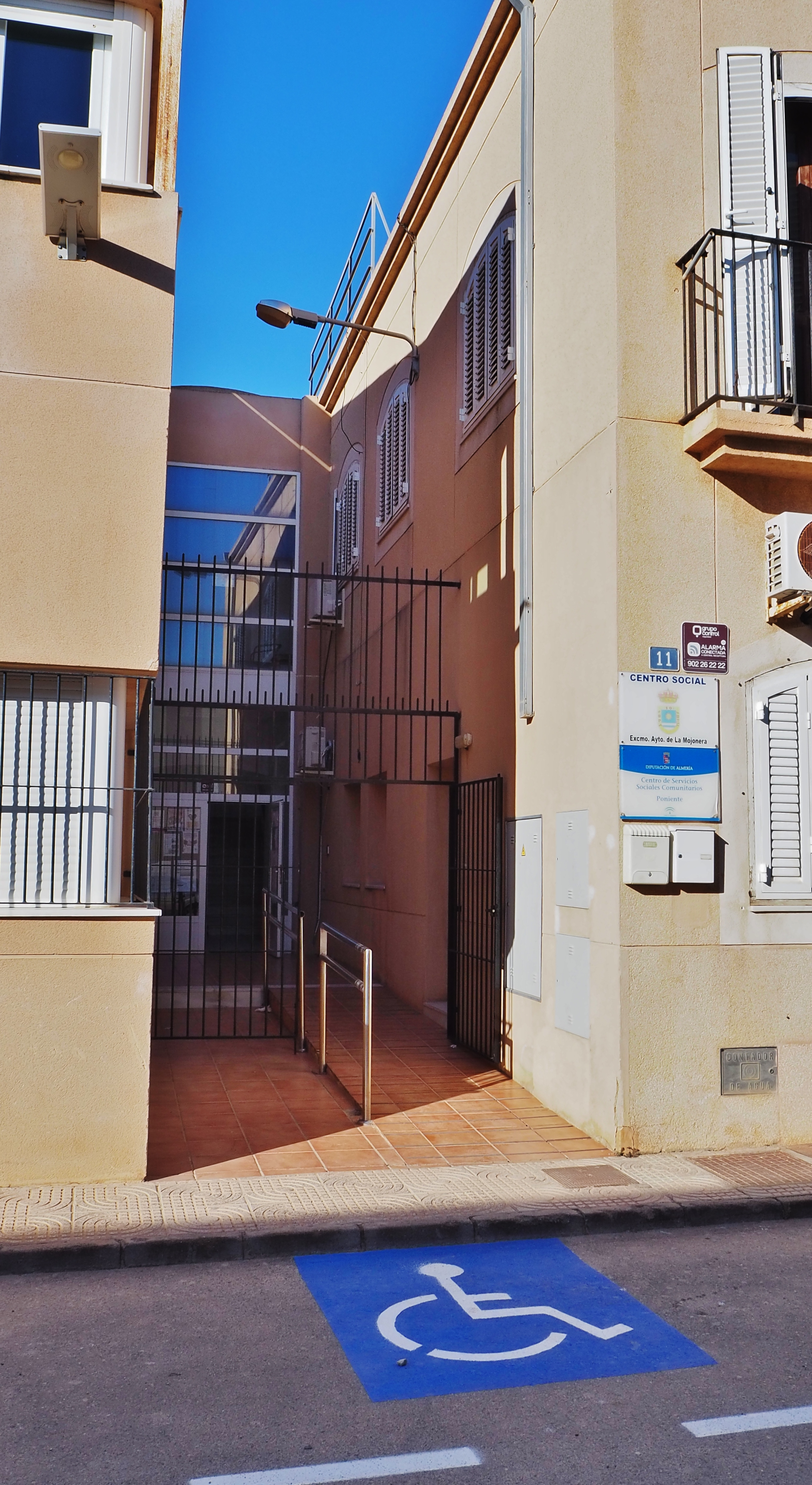
Centro social

### Educación
| Centros de Enseñanza en la Mojonera | Centros de Enseñanza en la Mojonera | Centros de Enseñanza en la Mojonera | Centros de Enseñanza en la Mojonera | Centros de Enseñanza en la Mojonera | Centros de Enseñanza en la Mojonera                                   | Centros de Enseñanza en la Mojonera |
| ----------------------------------- | ----------------------------------- | ----------------------------------- | ----------------------------------- | ----------------------------------- | --------------------------------------------------------------------- | ----------------------------------- |
| Código                              | Nombre                              | Localidad                           | Domicilio                           | Enseñanzas                          | Servicios                                                             | Bilingüe                            |
| 04005442                            | CEIP Ángel Frigola                  | La Mojonera                         | Calle Rosaleda, n.º 19              | INF, PRI Y EE                       | Comedor, aula matinal actividades extraescolares y transporte escolar | Sí (inglés)                         |
| 04002489                            | CEIP San Pedro Apóstol              | La Mojonera                         | Calle Profesor Tierno Galván, s/n   | INF, PRI y EE                       | Comedor, aula matinal y transporte escolar                            |                                     |
| 04700363                            | IES La Mojonera                     | La Mojonera                         | Calle Río Júcar, nº11               | ESO, BAC, EE y FPE                  | Transporte escolar                                                    | Sí (inglés)                         |

### Sanidad
La Mojonera dispone de dos establecimientos sanitarios: un centro de salud situado en el mismo núcleo, y un consultorio en la Venta del Viso. Ambos centros están ubicados en el distrito sanitario de Poniente, cuyo hospital de referencia es el Hospital de Poniente-El Ejido. 

### Seguridad
En el municipio existe una comisaría de la policía local. El puesto de Guardia Civil más cercano se encuentra en La Gangosa, en el municipio de Vícar. Desde el consistorio se ha reclamado la construcción de cuartel.

### Transporte y comunicaciones

#### Carretera
- A-1050 a Roquetas de Mar y El Ejido por Las Norias de Daza.
- AL-3302 a la A-7.

#### Autobús
Existen cuatro líneas de autobús del Consorcio de Transporte Metropolitano del Área de Almería, que conectan el municipio con diversas localidad de la comarca del Poniente Almeriense, así como el Hospital del Poniente, la ciudad de Almería y la Universidad de Almería.

#### Ferrocarril
La Mojonera no dispone de transporte por ferrocarril, encontrándose la estación más cercana en Almería.

#### Transporte aéreo
El aeropuerto más cercano es el de Almería, que se encuentra aproximadamente a 40 kilómetros.

## Cultura

### Patrimonio
- Trazado original de La Mojonera como poblado de colonización.
- Iglesia de Nuestra Señora de la Fuensanta.
- Aljibe de Las Cadenas. Es un aljibe monumental, cuya fecha de construcción aproximada es en el siglo XVIII. Destaca su tamaño, con una altura de 5 metros en el centro de la bóveda, casi treinta metros de largo y cuatro de ancho, la estimación de su capacidad es de 400.000 litros. En sus orígenes su uso fue el de ganadero, aunque con el crecimiento de la población circundante se usó también para uso doméstico y de lavadero.[33][34]

### Patrimonio cultural inmaterial
- Carnaval en febrero: con pasacalles, concurso de disfrace y actuaciones de las agrupaciones carnavalescas.[35]
- Fiestas patronales en honor a la Virgen de Fátima y San Pedro en La Mojonera, el 29 de junio.[36][37]

### Instalaciones culturales

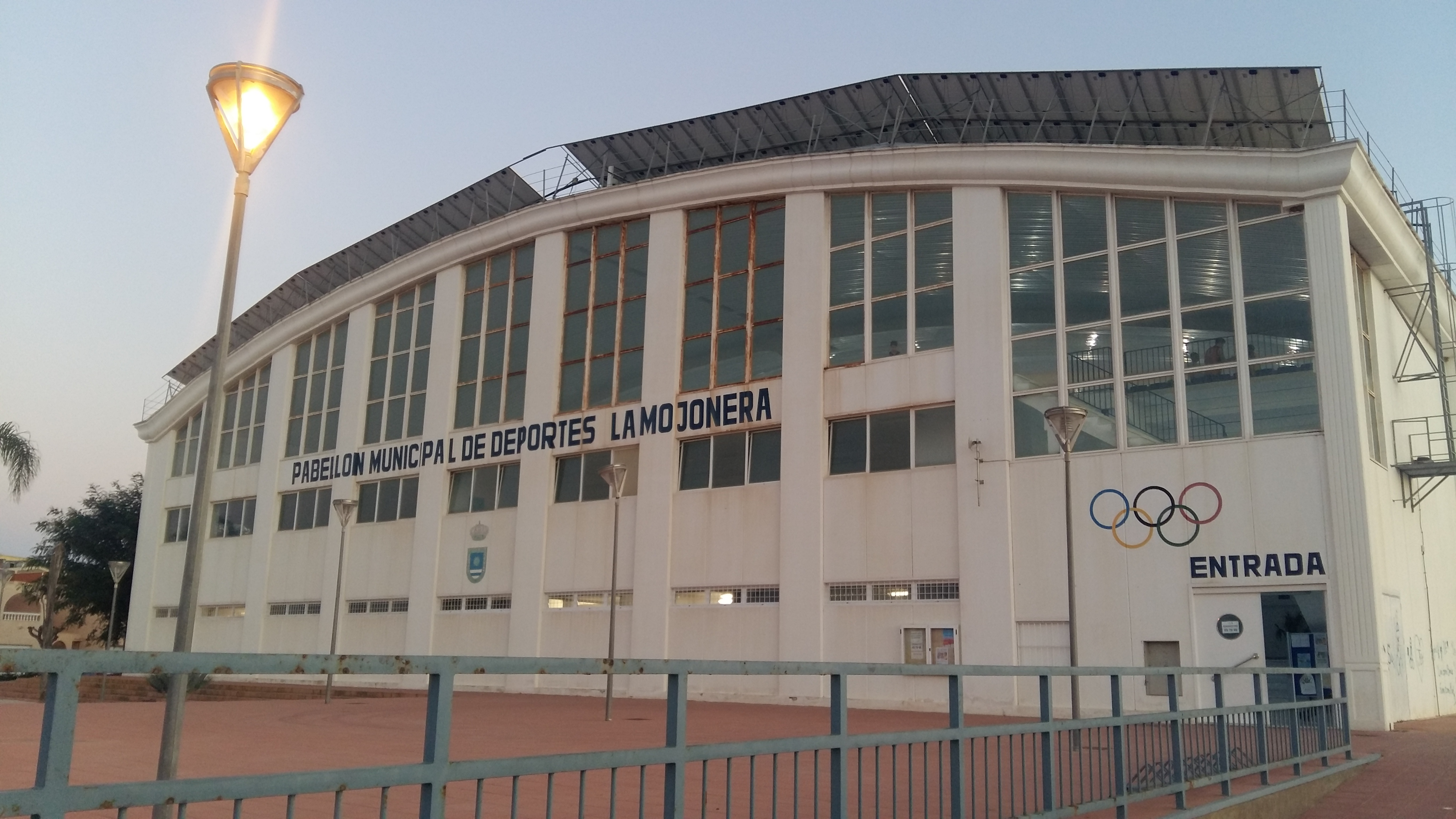
Pabellón de deportes

En el municipio se encuentra un centro de servicios sociales donde se encuentran diversas instalaciones entre ellas un centro de Diputación Provincial de Almería, el centro Guadalinfo y el club de la 3.ª edad.
Centro cultural de La Mojonera, con biblioteca y teatro auditorio.

### Deporte
Dotada con instalaciones deportivas y clubes deportivos. Tiene el complejo deportivo para pádel, tenis y fútbol, pabellón municipal para baloncesto, usos múltiples y gimnasio, piscina de La Mojonera, piscina de El Viso y campo de fútbol de El Viso.
Cuenta con escuelas deportivas desde karate a fútbol sala, baloncesto, fútbol 7, gimnasia rítmica, etc.